# Dwór północny i południowy
Okres Nanboku-chō (jap. 南北朝時代, Nanboku-chō jidai), to okres rozbicia dynastycznego w historii Japonii w latach 1331–1392.

## Źródła
Źródłem rozbicia dynastycznego było zapoczątkowanie dwóch linii rodziny cesarskiej przez synów cesarza Go-Saga rządzących jako kolejni cesarze: Go-Fukakusa oraz Kameyama. Potomkowie obu braci zaczęli konkurować o pierwszeństwo do tronu. Efektem był kompromis wypracowany w 1317, zgodnie z którym tron miał być dziedziczony na przemian przez przedstawicieli linii Jimyōin (pochodzącej od cesarza Go-Fukakusa) oraz Daikakuji (pochodzącej od cesarza Kameyama), przy czym przedstawiciele każdej z linii mieli zasiadać na tronie nie dłużej niż 10 lat.
W 1318 na tron wstąpił cesarz Go-Daigo z linii Daikakuji, który nie abdykował w ustalonym terminie i nie przekazał władzy linii Jimyōin. 
W 1331 cesarz Go-Daigo został pojmany i zmuszony do przekazania władzy w ręce cesarza Kōgona, który już wcześniej został intronizowany (choć bez regaliów). Go-Daigo odmówił ich przekazania i w 1332 został zesłany na wyspę Oki. Rok później, zebrawszy znaczną liczbę swoich zwolenników, Go-Daigo wkroczył do Kioto.
W 1336, po kolejnej rebelii, cesarz Go-Daigo uciekł do miejscowości Yoshino, która stała się siedzibą Dworu Południowego.

## Zakończenie
W 1392 cesarz Go-Kameyama (Dwór Południowy) został pokonany i abdykował na korzyść cesarza Go-Komatsu, kończąc tym samym podział dynastii. Porozumienie zakładało powrót do planu zmian linii dynastycznej co dziesięć lat, jednak Go-Komatsu złamał je nie tylko rządząc przez 20 lat, ale również ustanawiając swojego syna następcą tronu.
Do 1911 Dwór Północny był uważany za właściwą linię dynastyczną cesarstwa. W 1911 rząd Japonii wydał deklarację, w której ogłosił, że Dwór Południowy powinien być uważany za właściwą linię sukcesji ze względu na posiadanie regaliów cesarskich.